# Listă de scandaluri publice din Republica Moldova
Aceasta este o listă de scandaluri publice din Republica Moldova:

## 2012
- Banca de Economii a fost preluată printr-un atac de tip raider.

## 2014
- Grigore Petrenco, deputat, a fost acuzat că a condus gruparea extremistă Antifa, care urmau să organizeze un „Maidan sângeros la Chișinău.[1][2][3][4]